# Faulx (1911)
Faulx – francuski niszczyciel z okresu I wojny światowej. Jednostka typu Bouclier. Okręt wyposażony w cztery kotły parowe opalane ropą i turbiny parowe. W czasie I wojny światowej operował na Morzu Śródziemnym. 18 kwietnia 1918 roku zatonął w Cieśninie Otranto staranowany przez francuski niszczyciel "Mangini".